# Алгебра
Алгебра (арап. الجبر „ал-гебр“ поновно састављање раздвојених делова, сједињавање) је грана математике која истражује односе и својства бројева помоћу знакова. Генеза назива води до књиге арапског математичара Ал Хорезмија Хисаб ал џабр вал мукабала што се у слободнијем преводу може бити Књига о свођењу и двоструком одузимању. Поступак се прво односио на уређивање леве и десне стране код једначина али је касније, развојем математике, значајно проширен.
Изворно се под „алгебром“ подразумевала теорија „алгебарских“ једначина, у којима су помоћу „алгебарских“ рачунских операција (сабирање, одузимање, множење, дељење итд.) повезане познате и непознате величине. Алгебра је уједињавајућа нит скоро свих области математике. Као таква, она обухвата све од решавања елементарних једначина до студирања апстракција као што су групе, прстенови, и поља. Основни делови алгебре се називају елементарном алгебром; апстрактнији делови се називају апстрактном алгебром или модерном алгебром. Елементарна алгебра се генерално сматра неопходним за свако истраживање математике, науке или инжењерства, као и за примене у областима попут медицине и економије. Апстрактна алгебра је главна област напредне математике, коју углавном проучавају професионални математичари. Данас појам алгебре означава и општију теорију математичких структура, у којој се посебно истражују структурне једнакости између тако различито усмерених области као што су теорија бројева, геометрија или алгебра у традиционалном смислу.
Елементарна алгебра се разликује од аритметике по употреби апстракција, као што је кориштење слова за означавање бројева који су било непознати или могу да имају многе вредности. На пример, у {\displaystyle x+2=5} слово {\displaystyle x} је непозната, али се закон инверзија може користити за откривање те вредности: {\displaystyle x=3}. У E = mc2, слова {\displaystyle E} и {\displaystyle m} су променљиве, а слово {\displaystyle c} је константа, брзина светлости у вакууму. Алгебра даје методе за решавање једначина и изражавање формула које су мног лакше (за оне који знају како да их користе) од старијег метода писања свега речима.
Важне алгебарске структуре су, рецимо, групе, прстени, тела и асоцијације. Све творевине које показују неку одређену структуру називају се „модели“ ове структуре. Резултати на које се смера истраживањима апстрактних структура покаткад важе и за њихове моделе. Надовезујући се на Mathematical Analysis of Logic (1847) Џорџ Була, алгебарска истраживања су постала значајна и за формалну логику. Важну улогу ту играју посебно „буловске асоцијације“ или „буловске алгебре“. Поред алгебарских структура, говори се још и ο „структурама уређења“ и „тополошким структурама“.
Реч алгебра се исто тако користи на неколико специјализованих начина. Специјална врста математичког објекта у апстрактној алгебри се назива „алгебра“, и та реч се користи, на пример, у фразама линеарна алгебра и алгебарска топологија. Математичар који се бави истраживањем алгебре се назива алгебриста.

## Етимологија
Реч алгебра потиче од арапске речи арап. الجبر (al-jabr са значењем „поновно састављање раздвојених делова“) од наслова књиге Ilm al-jabr wa'l-muḳābala персијског математичара и астронома ел Хорезмија. Реч је ушла у енглески језик током петнаестог века, из било шпанског, италијанског, или средњовековног латинског. Она се оригинално односила на хируршку процедуру постављања поломљених или дислоцираних костију. Математичко значење је први пут записано у шеснаестом веку.

## Различита значења речи „алгебра“
Реч „алгебра“ има неколико сродних значења у математици, као појединачна реч или са квалификаторима.
- Као појединачна реч „алгебра“ означава широку област математике.
- Као појединачна реч у једнини или множини она означава специфичне математичке структуре, чија прецизна дефиниција зависи од аутора. Обично структура обухвата додавање, множење, и скаларно множење (види алгебру над пољем). Кад неки аутори користе термин „алгебра“, они чине подскуп следећих додатних претпоставки: асоцијативност, комутативност, постојање елемента идентичности, и/или коначну-димензионалност. У универзалној алгебри, реч „алгебра“ се односи на генерализацију горњег концепта, што омогућава n-арне операције.
- Са квалификатором, постоји иста дистинкција.

## Алгебра као грана математике
Алгебра почиње са израчунавањима која су слична онима у аритметици, при чему слова означавају бројеве. Тиме се омогућава доказивање својстава која су истинита независно од тога који се бројеви користе. На пример, у квадратној једначини
{\displaystyle ax^{2}+bx+c=0,}
{\displaystyle a,b,c} могу да буду било који бројеви (изузев да {\displaystyle a} не може да буде {\displaystyle 0}), и квадратна формула се може користити за једноставно и лако налажење вредности непознатог квантитета {\displaystyle x} који задовољава једначину. Другим речима, том формулом се могу наћи сва решења једначине.
Историјски, и у садашњој настави, проучавање алгебре почиње решавањем једначина као што је горе приказана квадратна једначина. Затим се општија питања, као што су „да ли једна једначина има решење?“, „колико решења има једна једначина?“, „шта се може рећи о природи решења?“ разматрају. Ова питања доводе до идеја о облику, структури и симетрији. Овај развој је омогућио алгебри да поприми проширену форму и да разматра ненумеричке објекте, као што су вектори, матрице, и полиноми. Структурна својства тих ненумеричких објеката су затим апстрахована тако да дефинишу алгебарске структуре, као што су групе, прстени, и поља.
Пре 16. века, математика је била подељена у само два потпоља, аритметику и геометрију. Иако се неке методе, које су развијене много раније, могу данас разматрати као алгебра, појава алгебре и, убрзо након тога, инфинитезималног рачуна као потпоља математике датира из 16. или 17. века. Од друге половине 19. века појавило се мноштво нових поља математике, од којих је већина користила и аритметику и геометрију, а готово сва су користила алгебру.

### Класификација
Алгебра може грубо да се подели у следеће категорије:
- Елементарна алгебра, у којој се проучавају својства операција над реалним бројевима, као и правила која се тичу математичких израза и једначина. У ову сврху се користе словни симболи за представљање константи и променљивих.
- Апстрактна алгебра, која се назива још и модерном алгебром, у којој се аксиоматски дефинишу и проучавају алгебарске структуре попут група, прстена и поља.
- Линеарна алгебра, у којој се проучавају специфична својства векторских простора (укључујући матрице).
- Универзална алгебра, у којој се проучавају својства заједничка свим алгебарским структурама.
- Алгебарска теорија бројева, у којој се својства бројева проучавају помоћу алгебарских система. Теорија бројева је инспирисала значајан део развоја апстракције у алгебри.
- Алгебарска геометрија, у којој се геометријским проблемима прилази са алгебарског аспекта.
- Алгебарска комбинаторика, у којој се користе апстрактни алгебарски методи за проучавање комбинаторних питања.

У неким областима напредног изучавања, аксиоматски алгебарски системи као што су групе, прстени, поља и алгебре над пољима, се проучавају у присуству геометријске структуре (метрика или топологија) која је у складу са том алгебарском структуром. Овај списак укључује разне области функционалне анализе:
- Нормирани линеарни простори
- Банахови простори
- Хилбертови простори
- Банахове алгебре
- Нормиране алгебре
- Тополошке алгебре
- Тополошке групе

## Историја

### Рана историја алгебре
Корени алгебре могу се пратити од древних Вавилоњана, који су развили напредни аритметички систем са којим су могли да изврше прорачуне на алгоритамски начин. Вавилонци су развили формуле за израчунавање решења за проблеме који се данас типично решавају коришћењем линеарних једначина, квадратних једначина и неодређених линеарних једначина. Насупрот томе, већина Египћана те ере, као и Грци и Кинези у 1. миленијуму п. н. е., обично су решавали такве једначине геометријским методама, као што су оне описане у Риндовом математичком папирусу, Еуклидовим Елементима и Девет поглавља о математичкој умјетности. Геометријски рад Грка, чији типичан пример су „Елементи“, пружио је оквир за генерализацију формула изван решења специфичних проблема у општије системе навођења и решења једначина, иако се то није остварило све до математичког развоја у средњовековном исламу.
До времена Платона, грчка математика је доживела драстичне промене. Грци су креирали геометријску алгебру у којој су чланови били представљени странама геометријских објеката, обично линијама, које су имале слова асоцирана с њима. Диофант (3. век) је био Александријски грчки математичар и аутор серије књига зване Arithmetica. Ти текстови се баве решавањем алгебарских једначина, и водили су у теорију бројева у модерној нотацији Диофантске једначине.
Раније традиције које су горе дискутоване су имале директан утицај на Персијанца Мухамеда ел Хорезмија (c. 780–850). Он је написао Књига о свођењу и двоструком одузимању, која је успоставила алгебру као математичку дисциплину која је независна од геометрије и аритметике.
Хеленистички математичари Херон и Диофант као и Индијски математичари као што је Брамагупта наставили су традиције Египта и Вавилона, кроз Диофантово дело Arithmetica и Брамагуптину књигу Brāhmasphuṭasiddhānta на вишем нивоу. На пример, прво комплетно аритметичко решење (укључујући нулто и негативна решења) квадратне једначине је описао Брамагупта у својој књизи Brahmasphutasiddhanta. Касније су персијски и арапски математичари развили методе са знатно вишим степеном софистикације. Док су Диофант и Вавилонци користили углавном специјалне ad hoc методе за решавање једначина, ел Хорезмијев допринос је био фундаменталан. Он је решио линеарне и квадратне једначине без алгебарског симболизма, негативних бројева или нуле, стога је он морао да направи разлику између неколико типова једначина.
У контексту где се алгебра поистовећивала са теоријом једначина, грчки математичар Диофант је традиционално био познат као „отац алгебре“ али у скорије време је било доста дебата о томе да ли ел Хорезми, који је засновао дисциплину al-jabr, уместо њега заслужује ту титулу. Они који подржавају Диофанта указују на чињеницу да је алгебра присутна у Al-Jabr у некој мери елементарнија од алгебре присутне у делу Arithmetica, и да је Arithmetica концизна, док је Al-Jabr потпуно реторичан. Они који подржавају ел Хорезмија напомињу чињеницу да је он увео методе „редукције“ и „балансирања“ (транспозиције одузетих чланова на другој страни једначине, другим речима, поништавање једнаких чланова на супротним странама једначине) на шта се термин al-jabr оригинално односио, и да је он дао издашно објашњење за решавање квадратних једначина, што је подржано геометријским доказима, док је алгебра третирана као независна дисциплина. Његова алгебра се исто тако више не бави „серијом проблема које треба решити, него излагањем које почиње са примитивним члановима у којем комбинације морају да дају све могуће прототипе једначина, који затим експлицитно конституишу истински предмет изучавања“. Он је такође изучавао једначину саму по себи и „на генерички начин, на који се не наилази једноставно током решавања проблема, већ се конкретно позива на дефинисање бесконачне класе проблема“.
Још једном персијском математичару, Омаруу Хајаму, припадају заслуге за полагање темеља алгебарске геометрије и налажење општег геометријског решења кубне једначине. Његова књига Расправа о демонстрацијама проблема алгебре (1070), која је положила принципе алгебре, је део тела персијске математике која је коначно пренета у Европу. Један други персијски математичар, Шараф ел Дин ел Туси, нашао је алгебарска и нумеричка решења разних случајева кубних једначина. Он је исто тако развио концепт функције. Индијски математичари Махавира и Баскара II, персијски математичар Ал-Караџи, и кинески математичар Џу Шиђе, решили су разне случајеве кубних, квадратних, квинтетних и полиномних једначина вишег реда користећи нумеричке методе. У 13. веку, решење кубне једначине које је дао Фибоначи је репрезентативни пример почетка оживљавања европске алгебре. Како су доприноси исламског света почели да јењавају, тако се европски свет нашао на узлазном путу, и ту је алгебра даље развијена.